# Where Everybody Knows Your Name
„Where Everybody Knows Your Name“ je znělka z televizního sitcomu Na zdraví. Píseň napsali Gary Portnoy a Judy Hart Angelo. V roce 1983 ji Gary Portnoy vydal jako singl. Krátce po premiéře prvního dílu amerického sitcomu Na zdraví se Portnoy vrátil do studia a nahrál delší verzi písně, která se stala hitparádou v USA a v Británii. Plná verze byla vydána na Portnoyově albu Keeper z roku 2004. V lednu 2013 vydala společnost Argentum Records EP desku s pěti písněmi pro iTunes s názvem Cheers: Music from the TV Series, která zahrnuje také původní demo verzi Portnoye a několik dřívějších pokusů Portnoye a Angela o vytvoření znělky.

## Ocenění
Píseň byla v roce 1983 nominována na cenu Emmy za mimořádný úspěch v hudbě a textech. V anketě čtenářů časopisu Rolling Stone z roku 2011 byla píseň „Where Everybody Knows Your Name“ zvolena nejlepší televizní znělkou všech doba v roce 2013 dostala znělka stejné označení od redaktorů časopisu TV Guide.

## Umístění v žebříčcích
| Žebříček (1983–84) | Nejvyšší umístění |
| ------------------ | ----------------- |
| Billboard Hot 100  | 83                |
| UK Singles Chart   | 58                |